# Joseph Böhm (botaniker)
Joseph Anton Böhm, född den 13 mars 1831, död den 2 december 1893, var en österrikisk växtfysiolog.
Böhm blev filosofie doktor i Graz 1856, professor i naturvetenskap och varukännedom i Wien 1858. År 1869 blev han extraordinarie professor i botanik och professor vid forstakademin Mariabrunn 1874, vid Hochschule für Bodenkultur 1875 samt vid slutligen vid universitetet i Wien 1878. 
Böhm var en av de banbrytande forskarna inom växtfysiologin och utövade en rastlös, mångsidig och omfattande verksamhet på skilda områden av vetenskapen. Han förnämsta forskningar ägnades åt klorofyllets kemi, kloroplasternas rörelser, stärkelsebildningen, saftstigningsproblemet, bildningen av thyller och gummi, kalksalternas betydelse samt respirationsprocessen.